# Шпиль (Белопольский район)
Шпиль (укр. Шпиль) — село,
Павловский сельский совет,
Белопольский район,
Сумская область,
Украина.
Код КОАТУУ — 5920686609. Население по переписи 2001 года составляло 69 человек .

## Географическое положение
Село Шпиль находится на расстоянии в 2,5 км от правого берега реки Павловка.
В 1-м км расположено село Волфино.